# Little Marcle
Little Marcle – wieś i civil parish w Anglii, w hrabstwie Herefordshire. W 2011 civil parish liczyła 152 mieszkańców. Little Marcle jest wspomniana w Domesday Book (1086) jako Merchelai.